# Chwałowice (województwo dolnośląskie)
Chwałowice – wieś w Polsce, położona w województwie dolnośląskim, w powiecie oławskim, w gminie Jelcz-Laskowice.
| SIMC    | Nazwa | Rodzaj     |
| ------- | ----- | ---------- |
| 0874561 | Łaźno | przysiółek |

W latach 1975–1998 wieś administracyjnie należała do województwa wrocławskiego.